# Lakhon (Seifenoper)
Lakhon (Thai: ละคร, IPA: la.kʰɔːn, auch: lakorn, wörtlich: Theaterstück, Schauspiel; vollständige Bezeichnung: ละครโทรทัศน์ – RTGS: lakhon thorathat, „Fernsehspiel“) ist eine spezielle Art von Seifenoper im thailändischen Fernsehen. Prime-Time-Lakhon werden ab 20 Uhr 30 ausgestrahlt. Eine Folge ist einschließlich Werbepausen etwa zwei Stunden lang. Ein Lakhon ist eine abgeschlossene Geschichte im Gegensatz zum Cliffhanger-Prinzip und hat eher das Sendeformat spanischer Telenovelas. Eine Serie erstreckt sich ungefähr über den Zeitraum von drei Monaten. Mit zwei bis drei wöchentlichen Episoden finden diese Sendungen im Rhythmus von Montag bis Dienstag, Mittwoch bis Donnerstag oder Freitag bis Sonntag statt, während auf einem Kanal drei Lakhon gleichzeitig ausgestrahlt werden. Viele Lakhon basieren auf thailändischen Romanvorlagen nach dem in der romantischen Literaturszene dominanten Handlungsschema „Mann-trifft-Frau“. Dies gilt für die berühmte Serie Dao pra sook wie auch für Silamanee.

## Charaktere und Handlungsverläufe
Lakhon verfügen über sehr klar herausgearbeitete Figuren und Erzählkonventionen. Auch wenn einige davon abweichen, so halten sich jedoch die meisten Serien und insbesondere die bei den thailändischen Fernsehzuschauern beliebtesten Lakhon an diese Vorgaben.
- Im Happy End heiraten die Protagonisten ihre Seelenverwandten.
- Das Hauptpaar wird zu Beginn der Serie eingeführt. Es ist sehr leicht daran zu erkennen, dass seine Rollen mit den jeweils gegenwärtig berühmtesten Seifenoperndarstellern besetzt werden. Die männliche Hauptrolle wird phra ek (พระเอก) genannt und die weibliche nang ek (นางเอก).
- Eine „böse“ weibliche Figur (itcha, อิจฉา) ist weit verbreitet. Diese Figur ist in den männlichen Hauptdarsteller verliebt und wird alles unternehmen, um das Glück und die Liebe der beiden Hauptfiguren zu zerstören, den Bräutigam möglichst vor der Hochzeit auszuspannen. Daher versucht die Böse auch der weiblichen Hauptrolle zu schaden. Sie entspricht einem stereotypen bösartigen intriganten Charakter aus reichem Haus oder mit hohem Status im Familienhintergrund. Meistens handelt es sich um lebende Personen. Es können aber auch tote Frauen sein, die als böse Geister zurückkehren, wie in Poot Mae Nam Khong (ภูตแม่น้ำโขง, RTGS: Phut Mae Nam Khong, wörtl.: „Der Geist des Mekong“) oder Pob Pee Fa (ปอบผีฟ้า, RTGS: Pop Phi Fa, wörtl. „Der Oger Phi Fa“).
- Kathoey (กะเทย, Männer in Frauenkleidern) werden oft als Comic Relief genutzt. Die Serie Sapai Look Tung ist ein berühmtes Beispiel dafür.
- Am Ende müssen alle Konflikte gelöst sein und jeder vergibt jedem. Die „Bösen“ erhalten ihre Bestrafungen und die „Guten“ ihre Belohnungen. Selten enden diese Serien mit ungelösten Problemen wie Poot Mae Nam Khong.
- Lakhon verfolgen ihren Plot im äußersten Melodram-Stil, wobei Situationen stark übertrieben, Aktionen sehr theatralisch mit viel Schreien und Kreischen ablaufen.

## Entwicklung der Lakhon
Die meisten der Lakhon porträtieren die Oberschicht der thailändischen Gesellschaft, und zwar durch die männliche oder durch beide Hauptrollen. Die männliche Hauptrolle ist gewöhnlicherweise reich wie die Figur Phak in Dao pra sook. Früher waren die männlichen Hauptrollen Adelige und Prinzen wie ein Mom Chao, da diese damals die reichen Leute in der thailändischen Gesellschaft waren. Seitdem wurde die männliche Hauptfigur zum Geschäftsmann aus einer einflussreichen Familie weiterentwickelt. Diese Veränderung spiegelt den Wandel in der thailändischen Gesellschaft wider, in der Geschäftsleute eher die Oberschicht bilden als die königliche und adelige Schicht.